# Bettina Gundler

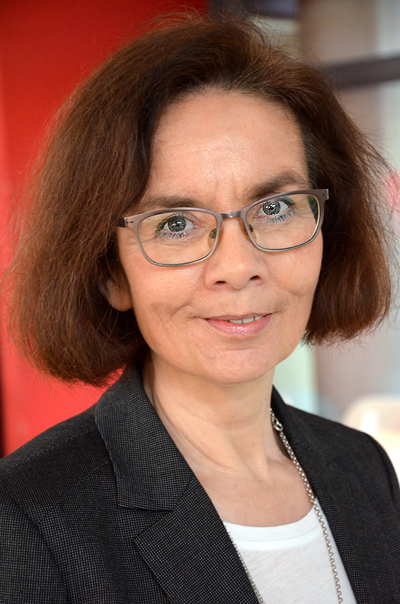
Bettina Gundler, 2015

Bettina Gundler (geboren im 20. Jahrhundert) ist eine deutsche Autorin und Herausgeberin, Ausstellungs-Kuratorin sowie Leiterin des Verkehrszentrums des Deutschen Museums in München.

## Leben
Bettina Gundler studierte Geschichte, Chemie, Pädagogik und Linguistik an der Universität Hannover sowie der TU Braunschweig. Dort betreute sie von 1980 bis 1986, während ihrer Studien, unter anderem die Bibliothek des Pädagogischen Instituts der TU Braunschweig und zeitweilig auch die Universitätsbibliothek Braunschweig. Von 1986 bis 1992 arbeitete Gundler als wissenschaftliche Mitarbeiterin am Historischen Institut der TU Braunschweig und koordinierte ein Projekt zur Universitäts- und Wissenschaftsgeschichte der TU Braunschweig, wo sie unterdessen 1989 promoviert wurde zum Thema […] Entwicklungslinien des technischen Hochschulwesens 1914–1930.
1993 wurde Bettina Gundler als Kuratorin in der Abteilung Luftfahrt am Deutschen Museum in München tätig, ab 1999 am dortigen Verkehrszentrum. Nachdem sie ab 2003 als Oberkuratorin für die Bereiche Straßenverkehr und vorindustrieller Landverkehr tätig gewesen war und seitdem das Verkehrszentrum mit aufgebaut hatte, übernahm sie zum 1. Januar 2015 in der Nachfolge der in den Ruhestand verabschiedeten Sylvia Hladky das Amt als Leiterin des Verkehrszentrums. Im Jahre 2015 war sie Kuratorin der Wanderausstellung Aufgeladen! – Elektromobilität zwischen Wunsch und Wirklichkeit im Historischen Museum Hannover.

## Schriften (Auswahl)
- Bettina Gundler: Technische Bildung, Hochschule, Staat und Wirtschaft. Entwicklungslinien des technischen Hochschulwesens 1914–1930. Das Beispiel der TH Braunschweig ( = Veröffentlichungen der Technischen Universität Carolo-Wilhelmina zu Braunschweig, Bd. 3), zugleich Dissertation 1989 an der TH Braunschweig, Hildesheim: Olms Weidmann, 1991, ISBN 3-487-09545-9.
- Bettina Gundler (Red.), Claudia Schüler (Mitarb.): Catalogus Professorum der Technischen Universität Carolo-Wilhelmina zu Braunschweig. Teil 2: Lehrkräfte 1877–1945. ( = Beiträge zur Geschichte der Carolo-Wilhelmina, Bd. 9), Braunschweig: Universitäts-Bibliothek der Technischen Universität, 1991.
- Bettina Gundler, Michael Hascher, Helmuth Trischler, Lutz Engelskirchen, Dorothee Messerschmid (Hrsg.): Unterwegs und mobil: Verkehrswelten im Museum (= Beiträge zur Historischen Verkehrsforschung des Deutschen Museums). Campus, Frankfurt am Main 2006, ISBN 978-3-593-37251-8 (240 S.).
- Sylvia Hdladky, Bettina Gundler: Aufgeladen! Elektromobilität zwischen Wunsch und Wirklichkeit ( = Charged!), Begleitband zur gleichnamigen Ausstellung, hrsg. vom Verkehrszentrum des Deutschen Museums. 1. Auflage. Deutsches Museum, München 2012, ISBN 978-3-940396-40-2 (deutsch, englisch) Inhaltsverzeichnis